# Hockey (banda)
Hockey es una banda de indie rock formada en el 2002 en la ciudad de Portland, Oregón.

## Historia
La banda está compuesta por el cantante Benjamin Grubin, el guitarrista Brian White, el bajista Jeremy Reynolds, el baterista Anthony Stassi y tecladista en la gira Ryan Dolliver.
Han sido comparados debido a su sonido a bandas como The Strokes y LCD Soundsystem.
Lanzaron PE Mind Caos en 2008, la cual atrajo la atención de la Radio 1 DJ Zane Lowe, ahora firmaron con Capitol Records en los EE. UU. y Virgin Records en el Reino Unido.
Hockey toco en el escenario de John Peel en Glastonbury 2009. También se ha anunciado que van a tocar a los T de 2009 en el Festival Park en Escocia, el Festival Bonnaroo 2009, y el Festival Hove 2009 en Noruega. 
El sencillo debut de la banda es "Too Fake", fue lanzado en el Reino Unido el 16 de marzo, y más tarde fue puesta a disposición de iTunes, lo utilizaron como sencillo gratis de la semana. Luego Hockey lanza "Learn to Lose" el 1 de junio antes de su álbum de debut Mind Chaos. Actuaron en Later with Jools Holland, el 24 de abril de 2009. La canción "Work" se encuentra en la banda sonora de MLB 09: The Show. Una canción versión remezclada "Too Fake" aparece en un comercial de JCPenny.
En el 2013 sacaron su segundo álbum de estudio titulado Wyeth Is.

## Integrantes

### Formación actual
- Benjamin Grubin Wyeth - vocalista, guitarra
- Jeremy Reynolds - bajo
- Ryan Dolliver - sintetizador, batería

### Exintegrantes
- Brian White - guitarra
- Anthony Stassi - batería

## Discografía

### Álbumes de estudio
- 2009: "Mind Chaos"
- 2013: "Wyeth Is"

### Sencillos
- "Too Fake"
- "Learn to Lose"
- "Song Away"

- Datos: Q919531